# Кувшинский, Дмитрий Дмитриевич
Дмитрий Дмитриевич Кувшинский (31 октября 1912, Петроград — 16 августа 1994, Москва) — генерал-полковник медицинской службы, заслуженный врач РСФСР, доктор медицинских наук.

## Биография
Родился в семье инженера. Дед — терапевт, доктор медицины П. Д. Кувшинский.
Трудовую деятельность начал слесарем на заводе имени Энгельса, в 1934 году был призван на срочную службу в РККА. После службы в армии поступил в Военно-медицинскую академию, в числе слушателей академии участвовал в Советско-финской войне 1939—1940 годов. После окончания академии в 1940 году служил врачом стрелкового полка в Архангельском военном округе.
В годы Великой Отечественной войны служил на Карельском фронте старшим врачом стрелкового полка, бригадным, дивизионным и корпусным врачом, начальником лечебно-эвакуационного отделения санитарного отдела 14-й армии.
В 1944—1951 годах — заместитель начальника военно-медицинского отдела военно-санитарного управления Беломорского военного округа.
В 1951—1953 годах обучался на командно-медицинском факультете Военно-медицинской академии имени С. М. Кирова.
В 1953—1960 годах — начальник военно-медицинского отдела военно-санитарного управления Беломорского военного округа, Северной группы войск, Прикарпатского военного округа.
В 1960—1977 годах — начальник Центрального военно-медицинского управления Министерства обороны СССР.
После увольнения из ВС СССР в 1977 году работал научным сотрудником в учреждениях гражданского здравоохранения.
Похоронен в Москве на Кунцевском кладбище.

## Известность помимо медицинской карьеры
В молодости — достаточно известный в Ленинграде футболист (защитник), выступал в 1933—40 за команды завода им. Энгельса, ЛДКА, «Спартак» в первенствах Ленинграда, чемпионате и кубке СССР.

## Публикации

### Научные труды
Является автором 150 научных трудов, в том числе учебников и монографий.
- Военно-медицинская подготовка
- Учебник санитарного инструктора
- Очерки истории советской военной медицины / Под ред. Д. Д. Кувшинского и А. С. Георгиевского. — Л., 1968.

### Публицистика
- Д. Д. Кувшинский. Подвиги военных медиков // журнал «Наука и жизнь», № 5, 1970. стр.71-73

## Награды и звания
- Орден Красного Знамени
- Орден Отечественной войны 1-й и 2-й степени
- Орден Трудового Красного Знамени (дважды)
- Орден Красной Звезды (дважды)
- Орден «За службу Родине в Вооружённых Силах СССР» 3-й степени
- ордена ряда иностранных государств и многие медали
- почётное звание «Заслуженный врач РСФСР» (1970)